# Щасливе (Баштанський район)
Щасливе (колишня назва — Щорсове) — селище в Україні, у Софіївській сільській громаді Баштанського району Миколаївської області. Населення становить 236 осіб.